# Herman Courtens

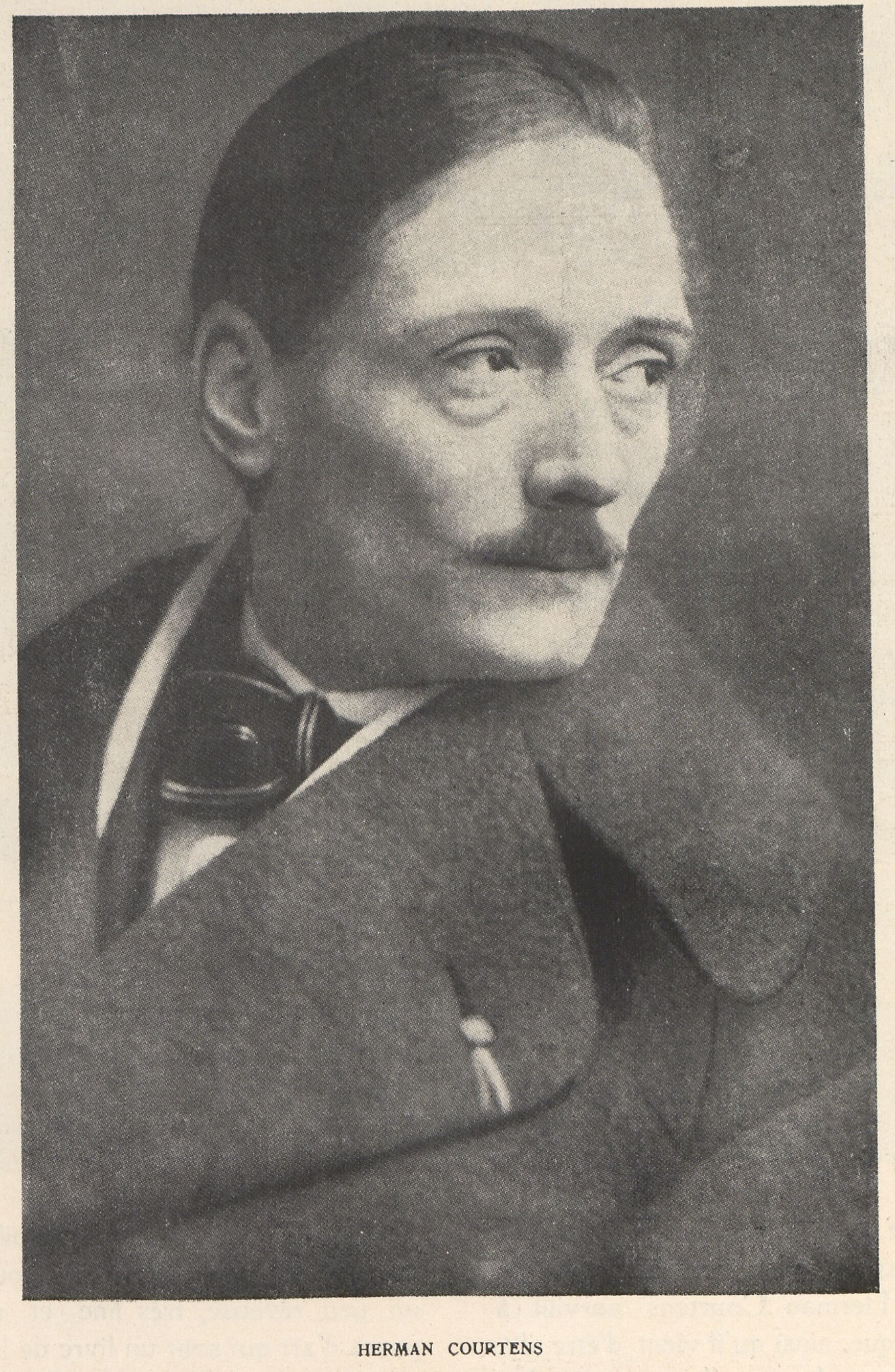
Herman Courtens

Herman Courtens (Sint-Joost-ten-Node, 23 februari 1884 - Brussel, 1 maart 1956) was een Belgisch kunstschilder.
Herman Courtens was zoon van Franz Courtens die zijn eerste leermeester werd. Hij was verder leerling van Isidore Verheyden aan de Academie voor Schone Kunsten in Brussel. Hij werd leraar aan het Hoger Instituut voor Schone Kunsten in Antwerpen. Dit was de vervolmaking na de gewone Academiestudies.
Tijdens de Eerste Wereldoorlog raakte hij zwaargewond.  Hij ondernam reizen in de buurlanden en in Egypte.
Herman Courtens schilderde figuren, genraferelen, portretten, landschappen, bloemen en interieurs. Zijn werken hebben vaak een wat druk, overladen beeld.
Zijn broers waren de beeldhouwer Alfred Courtens en de architect Antoine Courtens; zelf signeerde hij bij voorkeur zijn werken met Hermann Courtens (in plaats van Herman).

## Tentoonstellingen
- 1914 : Cercle Artistique et Littéraire, Brussel (individueel)
- 1941 : La Petite Galerie, Brussel (individueel)
- 1944 : Salon de Printemps, Brussel

## Musea
- Antwerpen, Kon. Museum voor Schone Kunsten : Portret van Franz Courtens
- Brugge, Groeningemuseum : "De verrassing" (Meisje in salon)
- Brussel, Museum Charlier
- Kortrijk, Stedelijke Musea
- Mulhouse, Musée des Beaux-Arts
- Verz. Belgische staat